# Next Top Model by Cătălin Botezatu, sezonul 1
Primul sezon al Next Top Model by Cătălin Botezatu a avut premiera joi, 3 februarie 2011 la ora 20:20 la Antena 1. Competiția a fost găzduită de designerul de modă român Cătălin Botezatu, cu juriu care a inclus fotograful Gabriel Hennessey, makeup artistul Mirela Vescan, hairstylistul Laurent Tourette și agentul model Liviu Ionescu.
Pentru a se califica, concurenții trebuiau să aibă vârsta cuprinsă între 16 și 25 de ani în momentul depunerii cererii, să aibă o înălțime de cel puțin 170 cm și să dețină un pașaport românesc sau moldovenesc valabil. Filmările pentru sezon au început la sfârșitul anului 2010.
Doisprezece concurenți au fost selectați de către judecători dintr-o listă scurtă de 50 de semifinaliști, restrânsă dintr-un grup de aproximativ 5.000 de candidați. Ei au locuit împreună la Palatul Monte Carlo din București înainte de a călători în diverse locații, inclusiv Egipt, Finlanda, Emiratele Arabe Unite și Franța, în a doua jumătate a competiției.
Sezonul a încununat-o câștigătoare pe bucureșteanca Emma Dumitrescu, în vârstă de 16 ani. Printre premiile ei a fost un contract de modeling cu MRA Models, în valoare de 50.000 de euro. Serialul a fost reînnoit pentru un al doilea sezon, care a început difuzarea în septembrie 2011.

## Distribuție

### Concurenți
(Vârstele menționate sunt la începutul concursului)
| Nume              | Vârstă | Înălțime | Orașul natal      | Termina     | Loc               |
| ----------------- | ------ | -------- | ----------------- | ----------- | ----------------- |
| Anca Vasile       | 18     | 1,76 m   | Ploiești          | Episodul 2  | 12                |
| Diana Donoiu      | 18     | 1,82 m   | Craiova           | Episodul 3  | 11                |
| Sara Măgurean     | 16     | 1,73 m   | Reșița            | Episodul 4  | 10                |
| Adela Neagu       | 21     | 1,78 m   | Bucuresti         | Episodul 5  | 9                 |
| Lucia Popa        | 23     | 1,75 m   | Giurgiu           | Episodul 6  | 8 (Descalificată) |
| Inga Ojog         | 19     | 1,78 m   | Chișinău, Moldova | Episodul 6  | 7                 |
| Otilia Pană       | 21     | 1,71 m   | Timișoara         | Episodul 7  | 6                 |
| Alexandra Băbăscu | 18     | 1,76 m   | Bucuresti         | Episodul 9  | 5                 |
| Laura Dumitru     | 19     | 1,78 m   | Vălenii de Munte  | Episodul 10 | 4                 |
| Roxana Cristian   | 25     | 1,8 m    | Bacău             | Episodul 11 | 3                 |
| Mădălina Barbu    | 25     | 1,77 m   | Bucuresti         | Episodul 12 | 2                 |
| Emma Dumitrescu   | 16     | 1,74 m   | Bucuresti         | Episodul 12 | 1                 |

### Juriu
- Cătălin Botezatu
- Gabriel Hennessey
- Mirela Vescan
- Liviu Ionescu
- Laurent Tourette

## Episoade

### Episodul 1
A debutat pe 3 februarie 2011
Arbitrii au vizitat mai multe orașe din România, unde au ales o listă scurtă de 50 de semifinaliști pentru a concura eventual în emisiune. Semifinaliștii aleși au ajuns ulterior la București pentru o rundă finală de interviuri cu judecătorii. La sfârșitul săptămânii, au ales 10 finaliste (Roxana, Otilia, Inga, Mădălina, Lucia, Laura, Emma, Alexandra, Anca, Sara), iar ulterior au adăugat încă două concurente (Adela și Diana) odată ce modelele s-au mutat în noul lor apartament de la Palatul Monte Carlo.
- Invitați speciali: Olga Calpajiu, Guido Dolci (Major Model Management)

### Episodul 2
A debutat pe 10 februarie 2011
Concurenții au început săptămâna prin a-și primi schimbările foarte așteptate, iar ulterior au primit o lecție de defilare de la modelul Bianca Drăgușanu, pentru a se pregăti pentru o provocare de defilare, unde au prezentat design-ul gazdei Cătălin Botezatu. Mai târziu, ei au participat la o ședință foto pe tema vieții sălbatice, stabilită într-o grădină botanică. La jurizare, Roxana a primit cea mai bună poză. Anca și Otilia au aterizat în ultimele două, iar Anca a fost eliminată din competiție.
- Prima chemată: Roxana Cristian
- Ultimele două: Anca Vasile și Otilia Pană
- Eliminata: Anca Vasile
- Fotograf: Gabriel Hennessey
- Invitați speciali: Bianca Drăgușanu, Busta Rhymes, Ana Catharina

### Episodul 3
A debutat pe 17 februarie 2011
Modelele au avut o sesiune de antrenament și aerobic la sală, urmată de o lecție de piste cu modelul brazilian Ana Catharina la un studio de balet. Mai târziu, în cursul săptămânii, au avut o lecție de machiaj cu judecătorul Mirela Vescan, urmată de o provocare comercială Maybelline cu makeup artistul Nick Barna, care a fost câștigată de Inga și Mădălina. Pentru ședința foto, concurenții au fost nevoiți să pozeze într-un depozit de carne. La eliminare, redactorul revistei Romanian Cosmopolitan a fost judecător invitat. Otilia a primit cea mai bună poză. Diana și Lucia au ajuns în ultimele două, iar Diana a fost eliminată din competiție.
- Prima chemată: Otilia Pană
- Ultimele două: Diana Donoiu și Lucia Popa
- Eliminata: Diana Donoiu
- Fotograf: Gabriel Henessey
- Invitați speciali: Ana Catharina, Nick Barna

### Episodul 4
A debutat pe 24 februarie 2011
Restul de zece modele s-au așezat la o lecție cu actrița Alina Pușcaș, din serialul Narcisa Salbatica, iar ulterior au fost transportați cu avionul în străinătate, în Egipt. La sosire, au fost duși în orașul Giza și au avut o prezentare pe pistă și o ședință foto la Karnak, purtând modele colorate de Cătălin Botezatu, unde Roxana a fost aleasă câștigătoare. Mai târziu în cursul săptămânii, concurenții au avut o ședință foto cu parfum pe plajă. La jurizare, editorul revistei Luxury Leon Arhire a fost judecător invitat. Alexandra a primit cea mai bună fotografie, în timp ce Roxana a primit ocazia de a apărea într-un pictorial pentru Luxury. Inga și Sara au aterizat în ultimele două, iar Sara a fost eliminată din competiție.
- Prima chemată: Alexandra Babascu
- Ultimele două: Inga Ojog și Sara Mărginean
- Eliminata: Sara Mărginean
- Fotograf: Gabriel Henessey
- Invitați speciali: Alina Pușcaș, Leon Arhire

### Episodul 5
A debutat pe 3 martie 2011
Ceilalți nouă concurenți au participat la o prezentare de provocare a pistei pe plajă, care a fost câștigată de Alexandra. Mai târziu, în cursul săptămânii, au călătorit pe Platoul Giza pentru o ședință foto purtând rochii, cu Sfinxul și piramidele din Giza, Khafre și Menkaure ca fundal. Concurenții au trebuit să se adapteze condițiilor dificile, inclusiv căldurii și vântului puternic, pentru a-și oferi cele mai bune lovituri. La jurizare, Laura a primit cea mai bună fotografie. Adela și Emma au aterizat în ultimele două, iar Adela a fost eliminată din competiție.
- Prima chemată: Laura Dumitru
- Ultimele două: Adela Neagu și Emma Dumitrescu
- Eliminata: Adela Neagu
- Fotograf: Gabriel Henessey

### Episodul 6
A debutat pe 10 martie 2011
Restul de opt modele s-au întors în România. Întors la hotel au primit vizita judecătorului Liviu Ionescu și a unuia dintre modelele de la agenția sa, Silvia Giurca. Au trebuit să participe la un casting simulat, modelând o pereche de ochelari. Mai târziu în aceeași săptămână, concurenții au fost duși la un cazinou pentru o provocare de prezentare pe podium purtând rochii negre couture, care a fost câștigată de Emma. Lucia și Emma s-au certat, care s-a încheiat cu o altercație fizică în casă. Pe platoul de filmare, modelele au avut o ședință foto nud purtând un singur articol vestimentar de la un manechin. La jurizare, Lucia a fost descalificată din competiție pentru că a instigat lupta care a avut loc la începutul acelei săptămâni. După deliberare, Alexandra a primit cea mai bună fotografie. Emma și Inga au aterizat în ultimele două, iar Inga a fost eliminată.
- Descalificată: Lucia Popa
- Prima chemată: Alexandra Babascu
- Ultimele două: Emma Dumitrescu și Inga Ojog
- Eliminata: Inga Ojog
- Fotograf: Gabriel Henessey
- Invitați speciali: Silvia Giurca

### Episodul 7
A debutat pe 17 martie 2011
Modelele au fost transportate la Rovaniemi, Laponia, la timp pentru sezonul sărbătorilor, și au avut un tur ghidat în Satul Moș Crăciun cu gazda Cătălin Botezatu. Mai târziu în cursul săptămânii au avut o prezentare pe pistă în aer liber pe zăpadă, după care Mădălina a început să se simtă rău de frig și a trebuit să fie evacuată. Ceilalți cinci concurenți au participat la o ședință foto cu tematică de iarnă purtând blană și bikini, Mădălina revenind la scurt timp după. Mai târziu în acea noapte, modelele au făcut o vizită la Arctic Snowhotel. La jurizare, Roxana a primit cea mai bună fotografie. Emma și Otilia au aterizat în ultimele două, iar Otilia a fost eliminată din competiție.
- Prima chemată: Roxana Cristian
- Ultimele două: Emma Dumitrescu și Otilia Pană
- Eliminata: Otilia Pană
- Fotograf: Gabriel Henessey

### Episodul 8
A debutat pe 24 martie 2011
Concurenții s-au înregistrat pe aeroportul Henri Coandă în timp ce competiția s-a mutat în Dubai. La sosirea în apartamentul lor penthouse din luxosul hotel Fairmont, modelele au participat la o provocare pe acoperiș, deasupra unei piscine, în timpul căreia Laura a făcut o scufundare neașteptată. Mădălina a fost declarată câștigătoarea provocării. Mai târziu, modelele au fost conduse în deșert pentru o ședință foto elegantă, unde au fost nevoiți să pozeze cu șoimi. La jurizare, Mădălina a primit cea mai bună fotografie. Alexandra și Laura au aterizat în ultimele două, iar într-o întorsătură șocantă a evenimentelor, ambele au avut voie să rămână în competiție.
- Prima chemată: Mădălina Barbu
- Ultimele două: Alexandra Babascu și Laura Dumitru
- Eliminata: Niciuna
- Fotograf: Gabriel Henessey

### Episodul 9
A debutat pe 31 martie 2011
Concurenții au fost prezentati modelului Dana Dorobantu pentru o scurtă conversație, înainte de a fi provocați să cânte într-o reclamă pentru parfumuri scrise în arabă la piscina penthouse-ului lor. Mădălina a fost aleasă câștigătoarea acestei provocări. Ulterior, modelele au purtat modele de Cătălin Botezatu în timp ce pozau în interiorul lifturilor panoramice ale hotelului în timp ce se deplasau între etaje. Săptămâna lor a continuat la Al Habtoor Polo Resort & Club, unde au vizionat un meci de polo și au participat la o ședință foto. În acea seară, aceștia au avut o ieșire pentru a viziona spectacolul fântânii Burj Khalifa și au luat parte la ultima lor provocare în dimineața următoare - o prezentare pe pista de costume de baie care s-a încheiat cu o ședință foto pe plaja cu vedere la Burj Al Arab. La jurizare, Mădălina a primit cea mai bună fotografie. Alexandra și Roxana au aterizat în ultimele două, iar Alexandra a fost eliminată din competiție.
- Prima chemată: Mădălina Barbu
- Ultimele două: Alexandra Babascu și Roxana Cristian
- Eliminata: Alexandra Babascu
- Fotograf: Gabriel Henessey
- Invitați speciali: Dana Dorobantu, Mohammed Al Habtoor

### Episodul 10
A debutat pe 7 aprilie 2011
Cei patru concurenți rămași s-au întors în România, ajungând în Transilvania pentru o săptămână de provocări inspirate din legendele și misticismul regiunii. Au participat la o serie de prezentări inspirate de vampiri și gotici, însoțite de sesiuni foto tematice. După ce au fost tratați cu o lecție de călărie, aceștia s-au confruntat cu ultima lor ședință foto pe terenul istoricului Castel Hunyadi, modelând haine de inspirație bisericească. Cu toate acestea, rezultatele filmării au lăsat mult de dorit. La jurizare, Emma a primit cea mai bună fotografie. Laura și Roxana au ajuns în ultimele două, iar Laura a fost eliminată din competiție.
- Prima chemată: Emma Dumitrescu
- Ultimele două: Laura Dumitru și Roxana Cristian
- Eliminata: Laura Dumitru
- Fotograf: Gabriel Henessey
- Invitați speciali: Alin Galatescu

### Episodul 11
A debutat pe 14 aprilie 2011
Finala trei au ajuns la hotelul Ramada din Brașov pentru penultima săptămână a competiției. Aceștia au fost duși la Opera din Brașov pentru o lecție de balet cu instructorul și coregraful Genoveva Breaz, înainte de a participa la un spectacol dramatic. Ulterior, aceștia au călătorit în orașul istoric Sighișoara, unde s-au bucurat de un prânz privat cu gazda Cătălin Botezatu. Apoi au luat parte la o ședință foto conceptuală semi-nud într-o mină de sare și au fost tratați cu un tur de noapte al orașului, încheind seara prin legături la cină. Ultima lor provocare a săptămânii a fost o prezentare pe pistă de inspirație baroc. La jurizare, Mădălina și Emma au fost selectate ca finaliste, în timp ce Roxana și-a luat rămas bun de la competiție.
- Prima chemată: Mădălina Barbu
- Ultimele două: Emma Dumitrescu și Roxana Cristian
- Eliminata: Roxana Cristian
- Fotograf: Mihai Sfetcu
- Invitați speciali: Genoveva Breaz

### Episodul 12
A debutat pe 21 aprilie 2011
Finaliștii au fost duși la birourile MRA Models ale judecătorului Liviu Iunescu, unde au participat la o serie de ședințe foto pentru a-și construi portofoliile profesionale. Ulterior, s-au reîntâlnit cu concurenții eliminați anterior la Pensiunea Mai din Rășinari înainte de a se plimba într-un spectacol pe podium la Promenada. Apoi au călătorit la Paris, unde s-au întâlnit cu un agent de la Major Model Management și au primit cărțile de compensare și cărțile foto de la ședințele pe care le-au finalizat la începutul acelei săptămâni. Au participat la un casting pentru designerul francez Christophe Guillarmé și s-au bucurat de o ieșire la Galerie des Champs-Elysées. Pentru a-și încheia călătoria, ei au participat la o ședință foto inspirată de Black Swan pe străzile Parisului, înainte de a se confrunta pentru ultima oară cu judecătorii pentru deliberarea finală, unde Emma a fost încoronată câștigătoare.
- Ultimele două: Emma Dumitrescu și Mădălina Barbu
- Câștigătoare: Emma Dumitrescu
- Fotograf: Oltin Dogaru, Radu Chindris, Gabriel Henessey
- Invitați speciali: Mateo Aubrun, Christophe Guillarmé

## Rezultate
| 1  | Roxana      | Roxana    | Otilia    | Alexandra | Laura     | Alexandra | Roxana    | Mădălina        | Mădălina  | Emma     | Mădălina | Emma     |  |
| 2  | Otilia      | Mădălina  | Laura     | Laura     | Alexandra | Mădălina  | Laura     | Emma            | Laura     | Mădălina | Emma     | Mădălina |  |
| 3  | Inga        | Laura     | Alexandra | Roxana    | Mădălina  | Roxana    | Alexandra | Roxana          | Emma      | Roxana   | Roxana   |          |  |
| 4  | Mădălina    | Alexandra | Mădălina  | Emma      | Otilia    | Otilia    | Mădălina  | Alexandra Laura | Roxana    | Laura    |          |          |  |
| 5  | Lucia       | Sara      | Inga      | Otilia    | Inga      | Laura     | Emma      | Alexandra Laura | Alexandra |          |          |          |  |
| 6  | Laura       | Emma      | Adela     | Mădălina  | Roxana    | Emma      | Otilia    |                 |           |          |          |          |  |
| 7  | Emma        | Inga      | Sara      | Lucia     | Lucia     | Inga      |           |                 |           |          |          |          |  |
| 8  | Alexandra   | Adela     | Emma      | Adela     | Emma      | Lucia     |           |                 |           |          |          |          |  |
| 9  | Anca        | Lucia     | Roxana    | Inga      | Adela     |           |           |                 |           |          |          |          |  |
| 10 | Sara        | Diana     | Lucia     | Sara      |           |           |           |                 |           |          |          |          |  |
| 11 | Adela Diana | Otilia    | Diana     |           |           |           |           |                 |           |          |          |          |  |
| 12 | Adela Diana | Anca      |           |           |           |           |           |                 |           |          |          |          |  |

     Participantul a fost chemat la o audiție privată, iar mai apoi adăugat în listă
     Participantul a câștigat provocarea cu premiu
     Participantul a fost eliminat
     Participantul a fost eliminat înainte de eliminarea oficială
     Participantul nu a fost prezent la ședința foto
     Participantul a fost printre ultimii doi chemați, dar niciunul din ei nu a fost eliminat
     Participantul a câștigat provocarea cu premiu dar a fost eliminat
     Participantul a câștigat competiția
- Episodul 6 - Lucia a fost descalificată pentru comportament violent împotriva Emmei
- Episodul 11 - toate trei concurentele rămase au fost răsplătite cu un premiu datorită efortului depus

## Ghidul ședințelor foto
- Episodul 2: Viața sălbatică
- Episodul 3: Industria ambalării de carne
- Episodul 4: Templul Karnak/Parfum pe plajă
- Episodul 5: Piramidele din Gizeh
- Episodul 6: Nuditate cu un accesoriu
- Episodul 7: Reginele Zăpezii
- Episodul 8: În deșertul din Dubai
- Episodul 9: Polo/Costumele de baie Burj Aj Arab
- Episodul 10: Templul Ameno/Poză de grup
- Episodul 11: Cetatea Sighișoara
- Episodul 12: Inspirat din filmul Lebăda neagră/Lebede alb-negre

## Controverse
A existat controverse în jurul celui de-al șaselea episod al sezonului din cauza unei altercații fizice între Lucia Popa, în vârstă de 23 de ani, și eventuala câștigătoare a emisiunii, Emma Dumitrescu, în vârstă de 16 ani. Dumitrescu, una dintre cele mai tinere două concurente ale sezonului, alături de Sara Măgurean, a atras adesea furia lui Popa pentru imaturitatea ei percepută. Tensiunile au crescut după ședința foto și provocarea de pe pista din acea săptămână, pe care Dumitrescu a câștigat. Înapoi la apartament, cei doi s-au certat care a culminat cu Popa care i-a aruncat apă în față lui Dumitrescu. Confruntarea a escaladat într-o luptă fizică, ambii concurenți luptându-se și trăgându-se de păr până când ceilalți concurenți au intervenit pentru a-i despărți. La începutul jurizării din acea săptămână, prezentatorul Cătălin Botezatu i-a mustrat pentru comportament și l-a descalificat pe Popa din competiție. Dumitrescu s-a clasat pe primele două poziții, alături de colega concurentă Inga Ojog, dar i s-a permis să rămână în competiție datorită fotografiilor și potențialului ei.